# Škoda 14Tr

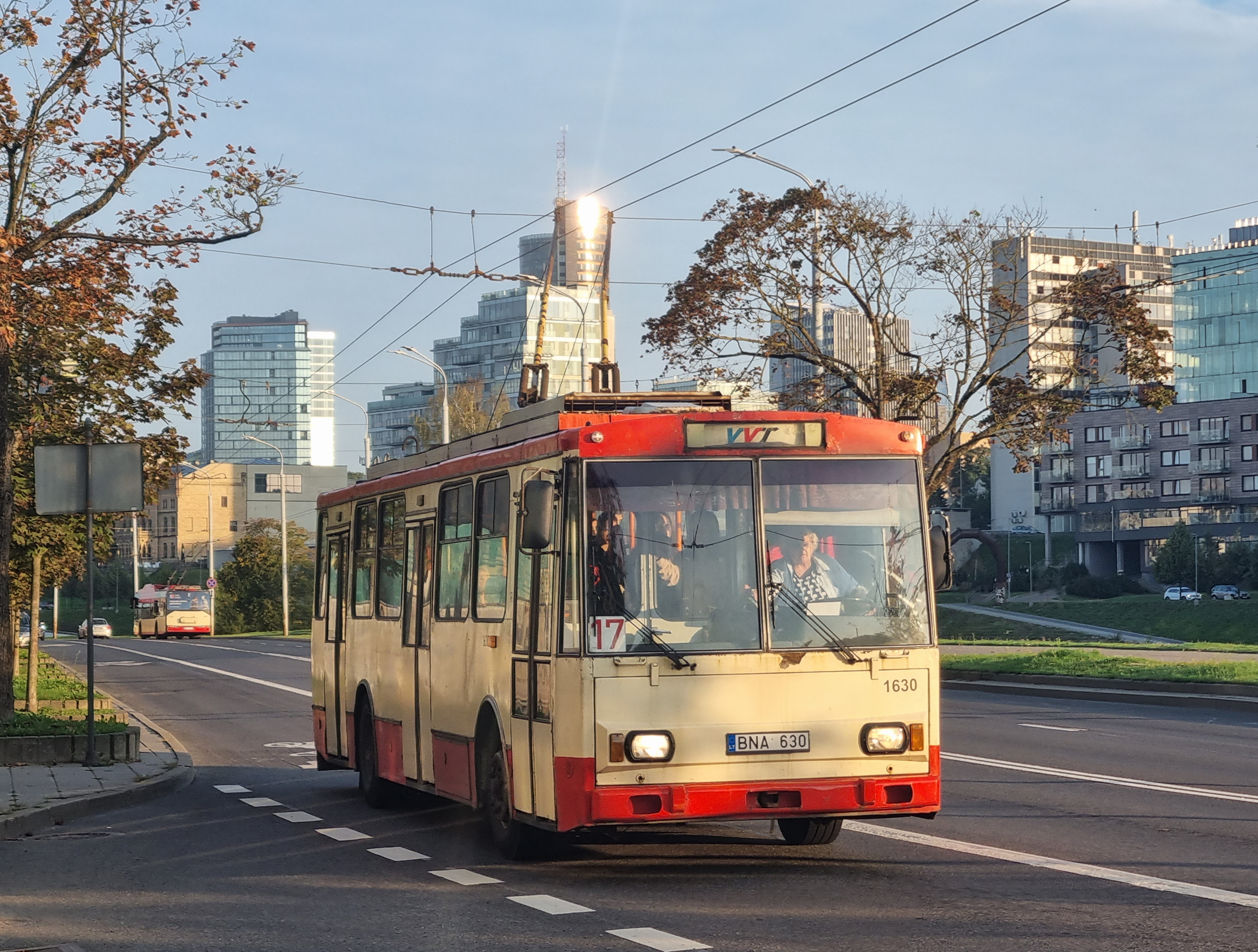
Škoda 14Tr w Wilnie

Škoda 14Tr – typ czechosłowackiego trolejbusu. Produkowano go w latach 1980–2003 (prototypy powstały już w pierwszej połowie lat 70. XX wieku) w zakładach Škoda w Ostrowie nad Ohrzą.

## Konstrukcja
Po zakończeniu nieudanych prób unifikacji autobusu i trolejbusu (Karosa ŠM 11 i Škoda T 11) oraz niezrealizowanym projekcie Škoda 13Tr, na początku lat 70. XX wieku w zakładach Škody zaprojektowano kolejny typ trolejbusu, oznaczony (zgodnie z systemem oznaczeń Škody) jako 14Tr. Prace badawcze jednak przerwano, ze względu na spodziewane zastępowanie trolejbusów komunikacją autobusową. Problemy z dostawami ropy naftowej były bezpośrednią przyczyną wznowienia prac nad 14Tr.
14Tr jest dwuosiowym trolejbusem z samonośną karoserią. Jej szkielet tworzą zespawane ze sobą poszczególne części – rama, boczne ściany, dach i czoła. Każda część jest przygotowywana ze stalowych profili oraz ze spawanych, prasowanych części. Szkielet karoserii jest pokryty stalową blachą, część pod oknami jest izolowana cieplnie i akustycznie. Ściany są wyłożone płytami z tworzywa sztucznego. W prawej bocznej ścianie umieszczono dwoje (w części eksportowanych pojazdów) lub troje dwuskrzydłowych składanych drzwi. Poprzecznie ustawione siedzenia dla pasażerów są pokryte sztuczną skórą.
Jeśli chodzi o wyposażenie elektryczne, wykorzystano rozwiązania z wcześniejszych trolejbusów 9Tr – sterowanie impulsowe (tyrystorowe).
Pojazdy zerowej (próbne, oznaczone 14Tr0) oraz pierwszej (14Tr01) serii miały problemy ze stabilnością karoserii. Podczas gdy w pierwszej serii problem rozwiązano, stosując dodatkowe wzmocnienie pudła, to trolejbusy 14Tr0 były szybko wycofane ze względu na złe parametry karoserii. Trolejbusy produkowane w następnych seriach miały już wzmocnione pudło (mocniejsze słupki między oknami i drzwiami, wzmocniony szkielet pojazdu).
Od roku 1999 trolejbusy 14Tr produkowane są wyłącznie w zmodernizowanej wersji 14TrM (oraz w wersjach eksportowych 14TrE i 14TrSF).
Od roku 2002 w ostrovskich zakładach Škody (gdzie w roku 2004 zaprzestano produkcji kompletnych trolejbusów) produkowane są zamienne pudła, przeznaczone do napraw zniszczonych pojazdów (np. skorodowanych, wyeksploatowanych lub po wypadkach).

## Prototypy
Pierwszy prototyp wyprodukowano w roku 1972. Różnił się on od pozostałych trolejbusów 14Tr innym wyglądem czoła. Po okresie testowym, w roku 1974, został przekazany do eksploatacji w Mariańskich Łaźniach, gdzie otrzymał numer boczny 22. Z ewidencji wykreślono go w roku 1981.
Losy kolejnego prototypu 14Tr były bardzo podobne. Wyprodukowano go w roku 1974 i jeszcze w tym samym roku trafił do Mariańskich Łaźni. Z numerem bocznym 23 jeździł aż do złomowania w roku 1984.
Po wznowieniu prac badawczych nad 14Tr, w roku 1980, wyprodukowano jeszcze 5 kolejnych prototypów, które jednak nie różniły się bardzo od tych, produkowanych seryjnie.
W roku 1988 wyprodukowano prototyp 14Tr przystosowany do jazdy w sieci o napięciu 750 V. Rok później trafił do eksploatacji w Bańskiej Bystrzycy, gdzie otrzymał numer boczny 1001.

## Trolejbusowy skład TV–14Tr
W 1985 r. na wniosek przewoźnika z Kijowa wyprodukowano skład złożony z dwóch trolejbusów 14Tr, który oznaczono jako trolejbusowy skład TV – 14Tr i który miał zastąpić tzw. szczepki trolejbusów 9Tr. Jazdy próbne jedynego wyprodukowanego składu TV – 14Tr odbywały się na linii do Jáchymova, a potem, od 1986, w Hradcu Králové i w Kijowie. Projekt zakończono z powodu niedokończenia procesu homologacji i braku zainteresowania ze strony przewoźników w Czechosłowacji.

## Modernizacja
- Škoda 14TrR – kompletna modernizacja pudła, instalacja nowoczesnych elementów (wyświetlacze elektroniczne, nowe odbieraki prądu, modernizacja wnętrza itp.).

## Dostawy
W latach 1972–2004 wyprodukowano 3265 trolejbusów.
| Państwo                                 | Miasto                       | Typ            | Lata dostaw    | Liczba | Numery taborowe       | Uwagi                                      |                                                               |
| --------------------------------------- | ---------------------------- | -------------- | -------------- | ------ | --------------------- | ------------------------------------------ | ------------------------------------------------------------- |
| Bułgaria                                | Płowdiw                      | 14Tr           | 1985–1986      | 24     | 264–287               |                                            | [ 5 ]                                                         |
| Bułgaria                                | Sliwen                       | 14Tr           | 1985–1986      | 28     | 150–177               |                                            | [ 6 ]                                                         |
| Bułgaria                                | Sofia                        | 14Tr           | 1985           | 20     | 1501–1520             |                                            | [ 7 ]                                                         |
| Bułgaria                                | Warna                        | 14Tr           | 1985–1986      | 30     | patrz niżej           |                                            | [ 8 ]                                                         |
| ChRL                                    | Pekin                        | 14Tr           |                | 1      |                       |                                            | [ 9 ]                                                         |
| ChRL                                    | Shenyang                     | 14Tr           |                | 1      |                       |                                            | [ 9 ]                                                         |
| Czechosłowacka Republika Socjalistyczna | Bańska Bystrzyca             | 14Tr           | 1988–1989      | 7      | 1001–1007             | 1001 – prototyp na napięcie 750 V          | [ 10 ]                                                        |
| Czechosłowacka Republika Socjalistyczna | Bratysława                   | 14Tr           | 1982–1991      | 115    | 61–78, 6219–6315      |                                            | [ 11 ]                                                        |
| Czechosłowacka Republika Socjalistyczna | Brno                         | 14Tr           | 1982–1994      | 103    | 3164–3266             |                                            | [ 12 ]                                                        |
| Czechosłowacka Republika Socjalistyczna | Cieplice                     | 14Tr           | 1982–1993      | 38     | 101, 103–105, 120–153 |                                            | [ 13 ]                                                        |
| Czechosłowacka Republika Socjalistyczna | Hradec Králové               | 14Tr           | 1983–1990      | 30     | 04–30, 57–59          |                                            | [ 14 ]                                                        |
| Czechosłowacka Republika Socjalistyczna | Igława                       | 14Tr           | 1983–1991      | 24     | 20–43                 |                                            | [ 15 ]                                                        |
| Czechosłowacka Republika Socjalistyczna | Mariańskie Łaźnie            | 14Tr           | 1974–1994      | 20     | 22, 23, 33–50         | 22, 23 – 1 i 2 prototyp, 33 – 7 prototyp   | [ 16 ]                                                        |
| Czechosłowacka Republika Socjalistyczna | Opawa                        | 14Tr           | 1982–1991      | 24     | 49–72                 |                                            | [ 17 ]                                                        |
| Czechosłowacka Republika Socjalistyczna | Ostrawa                      | 14Tr           | 1984–1992      | 39     | 3123–3141, 3242–3261  |                                            | [ 18 ]                                                        |
| Czechosłowacka Republika Socjalistyczna | Pardubice                    | 14Tr           | 1983–1994      | 48     | patrz niżej           |                                            | [ 19 ]                                                        |
| Czechosłowacka Republika Socjalistyczna | Pilzno                       | 14Tr           | 1982–1991      | 115    | 340, 346–413, 415–460 |                                            | [ 20 ]                                                        |
| Czechosłowacka Republika Socjalistyczna | Preszów                      | 14Tr           | 1982–1991      | 39     | 45–65, 69–81, 87–91   |                                            | [ 21 ]                                                        |
| Czechosłowacka Republika Socjalistyczna | Škoda Ostrov                 | 14Tr           | 1980           | 1      | –                     | 4 prototyp                                 |                                                               |
| Czechosłowacka Republika Socjalistyczna | Škoda Ostrov                 | TV–14Tr        | 1985           | 2      | –                     | dwa trolejbusy 14Tr tworzące skład TV–14Tr | [ 3 ]                                                         |
| Czechosłowacka Republika Socjalistyczna | Uście nad Łabą               | 14Tr           | 1988           | 5      | 401–405               |                                            | [ 22 ]                                                        |
| Czechosłowacka Republika Socjalistyczna | Zlín – Otrokovice            | 14Tr           | 1982–1991      | 41     | patrz niżej           | 26I – 3 prototyp                           | [ 23 ]                                                        |
| Czechosłowacka Republika Socjalistyczna | Żylina                       | 14Tr           | 1994–1996      | 15     | 211–225               |                                            | [ 24 ]                                                        |
| Jugosławia                              | Sarajewo                     | 14Tr           |                | 79     |                       |                                            | [ 9 ]                                                         |
| NRD                                     | Eberswalde                   | 14Tr           | 1983           | 3      | 1–3                   |                                            | [ 9 ] [ 25 ]                                                  |
| NRD                                     | Poczdam                      | 14Tr           | 1983           | 5      | 401–405               |                                            | [ 9 ] [ 26 ]                                                  |
| NRD                                     | Weimar                       | 14Tr           | 1982–1983      | 12     | 8000–8011             |                                            | [ 9 ] [ 27 ] [ 28 ]                                           |
| Węgry                                   | Segedyn                      | 14Tr           | 1993           | 1      | T-700                 |                                            | [ 9 ] [ 29 ]                                                  |
| ZSRR                                    | Ałmaty                       | 14Tr           | 1997           | 12     | 1001–1010, 1030, 1032 |                                            | [ 30 ]                                                        |
| ZSRR                                    | Baku                         | 14Tr           |                | 208    |                       |                                            | [ 9 ]                                                         |
| ZSRR                                    | Batumi                       | 14Tr           | 1989           | 2      | 100, 101              |                                            | [ 9 ] [ 31 ]                                                  |
| ZSRR                                    | Czerniowce                   | 14Tr           | 1983–1990      | 102    | 217–318               |                                            | [ 9 ] [ 32 ] [ 33 ] [ 34 ] [ 35 ] [ 36 ] [ 37 ]               |
| ZSRR                                    | Donieck                      | 14Tr           |                | 5      |                       |                                            | [ 9 ]                                                         |
| ZSRR                                    | Erywań                       | 14Tr           |                | 123    |                       |                                            | [ 9 ]                                                         |
| ZSRR                                    | Gandża                       | 14Tr           | 1987           | 5      | 211–215               |                                            | [ 9 ] [ 38 ]                                                  |
| ZSRR                                    | Gjumri                       | 14Tr           |                | 49     |                       |                                            | [ 9 ]                                                         |
| ZSRR                                    | Gori                         | 14Tr           | 1985–?         | 3      | 38, 40, 41            |                                            | [ 9 ] [ 39 ]                                                  |
| ZSRR                                    | Iwano-Frankiwsk              | 14Tr           | 1986–1988      | 31     | 126–156               |                                            | [ 9 ] [ 40 ] [ 41 ] [ 42 ]                                    |
| ZSRR                                    | Kijów                        | 14Tr           | 1980–1989      | 354    | patrz niżej           |                                            | [ 9 ] [ 43 ]                                                  |
| ZSRR                                    | Kiszyniów                    | 14Tr           |                | 9      |                       |                                            | [ 9 ]                                                         |
| ZSRR                                    | Kowno                        | 14Tr           | 1982–1998      | 125    | patrz niżej           |                                            | [ 9 ] [ 44 ]                                                  |
| ZSRR                                    | Kutaisi                      | 14Tr           |                | 2      |                       |                                            | [ 9 ]                                                         |
| ZSRR                                    | Lwów                         | 14Tr           | 1984–1990      | 91     | 500–590               |                                            | [ 9 ] [ 45 ] [ 46 ] [ 47 ] [ 48 ]                             |
| ZSRR                                    | Ługańsk                      | 14Tr           | 1983–1990      | 55     | 201–245               | numery 221–230 nadano dwukrotnie           | [ 9 ] [ 49 ] [ 50 ] [ 51 ] [ 52 ] [ 53 ]                      |
| ZSRR                                    | Mariupol                     | 14Tr           | 1983–1990      | 76     | 1401–1476             |                                            | [ 9 ] [ 54 ] [ 55 ] [ 56 ] [ 57 ] [ 58 ] [ 59 ] [ 60 ]        |
| ZSRR                                    | Ozurgeti                     | 14Tr           | 1989–?         | 2      | 24,?                  |                                            | [ 9 ] [ 61 ]                                                  |
| ZSRR                                    | Poti                         | 14Tr           |                | 2      | 018,?                 |                                            | [ 62 ] [ 63 ]                                                 |
| ZSRR                                    | Równe                        | 14Tr           | 1989           | 15     | 101–115               |                                            | [ 9 ] [ 64 ]                                                  |
| ZSRR                                    | Rustawi                      | 14Tr           |                | 1      | 081                   |                                            | [ 9 ] [ 65 ]                                                  |
| ZSRR                                    | Ryga                         | 14Tr           | 1982–1997      | 254    | patrz niżej           |                                            | [ 66 ] [ 67 ]                                                 |
| ZSRR                                    | Samtredia                    | 14Tr           |                | 2      | 020, 021              |                                            | [ 9 ]                                                         |
| ZSRR                                    | Suchumi                      | 14Tr           | 1987           | 2      | 97, 98                |                                            | [ 9 ] [ 68 ]                                                  |
| ZSRR                                    | Symferopol – Ałuszta – Jałta | 14Tr           | 1981–1990      | 160    | patrz niżej           | 002, 001 – 5 i 6 prototyp                  | [ 9 ] [ 69 ] [ 70 ] [ 71 ] [ 72 ] [ 73 ] [ 74 ] [ 75 ] [ 76 ] |
| ZSRR                                    | Tallinn                      | 14Tr           | 1982–1989      | 99     | 210–308               |                                            | [ 9 ] [ 77 ] [ 78 ] [ 79 ] [ 80 ] [ 81 ]                      |
| ZSRR                                    | Tarnopol                     | 14Tr           | 1984–1989      | 30     | 086–115               |                                            | [ 9 ] [ 82 ] [ 83 ] [ 84 ]                                    |
| ZSRR                                    | Taszkent                     | 14Tr           |                | 145    |                       |                                            | [ 9 ]                                                         |
| ZSRR                                    | Tbilisi                      | 14Tr           | 1983–1990      | 226    | 123–347               | nr 316 nadano dwukrotnie                   | [ 9 ] [ 85 ]                                                  |
| ZSRR                                    | Wilno                        | 14Tr           | 1982–1997      | 228    | patrz niżej           |                                            | [ 9 ] [ 86 ] [ 87 ] [ 88 ] [ 89 ] [ 90 ] [ 91 ] [ 92 ] [ 93 ] |
| ZSRR                                    | Wołogda                      | 14Tr           |                | 6      |                       |                                            | [ 9 ]                                                         |
| ZSRR                                    | Zugdidi                      | 14Tr           |                | 1      | 3                     |                                            | [ 9 ] [ 94 ]                                                  |
| Łączna liczba:                          | Łączna liczba:               | Łączna liczba: | Łączna liczba: | 3265   |                       |                                            |                                                               |

Numery trolejbusów
- Warna: 002, 013, 024, 035, 046, 057, 068, 079, 080, 091, 105, 116, 127, 138, 149, 150, 161, 173, 184, 195, 208, 219, 220, 231, 243, 254, 265, 276, 287, 298
- Pardubice: 301, 303, 305, 306, 309, 310, 313–334, 336–349, 351, 355–357, 361, 362
- Zlín – Otrokovice: 4, 12, 18–21, 24–26 (nr 26 nadano dwukrotnie), 34, 35, 37, 43, 58, 68, 69, 145–168
- Kowno: 215–302, 305–326, 336–351
- Wilno: 1400–1567, 1585–1599, 1605–2649
- Ryga: 1-101–1-130, 1-132, 1-1100–1-1122, 1-1133–1-1199, 2-200–2-233, 2-1001–2-1099
- Kijów: 101–199, 201–299, 301–398, 401–417, 1000–1003, 1006, 1008, 1009, 2001–2034
- Symferopol – Ałuszta – Jałta: 001, 002, 1021, 1801–1825, 1850–1866, 1900–1904, 1950, 1952–1956, 1959–1961, 2000–2010, 2050–2052, 2100–2106, 2150–2155, 3900, 5850–5853, 5950–5953, 6000–6005, 6050–6057, 6100–6106, 6150–6156, 7850–7853, 7900–7903, 7950–7953, 8000–8007, 8050–8053, 8100–8105, 8150–8156

## Pojazdy zabytkowe
- Bratysława (nr 6207)

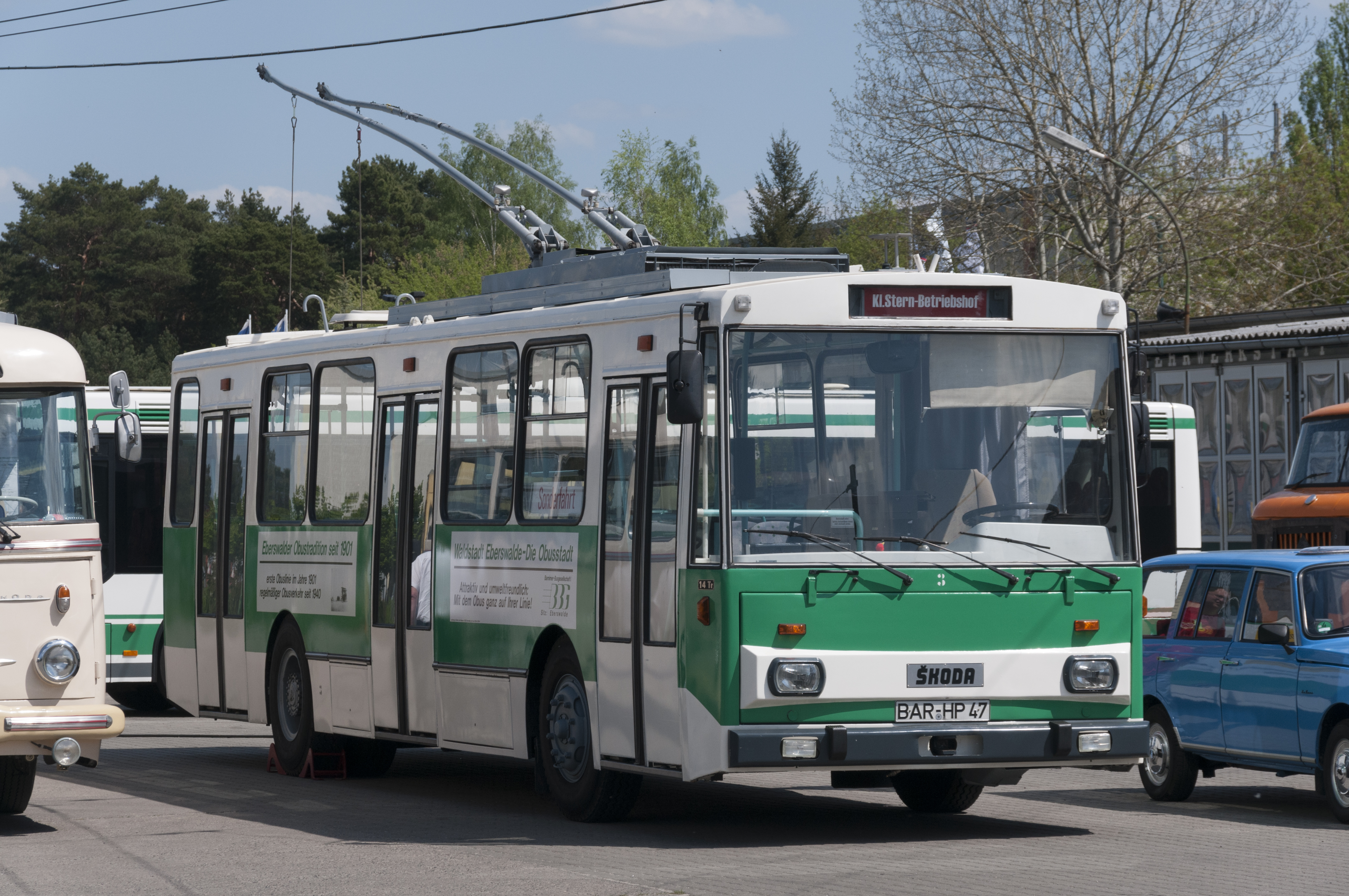
Muzealny trolejbus Škoda 14Tr w Eberswalde

- Brno (w kolekcji Muzeum Techniki; nr 3173)
- Eberswalde (nr 3, ex Poczdam, exex Weimar)
- Hradec Králové (nr 08)
- Kijów (nr 336)
- Ostrawa (nr 3229 i 3258)
- Pardubice (nr 311)
- Pilzno (nr 429)
- Historická spoločnosť mestskej dopravy Košice (nr 74, ex Preszów)
- ŠKODA BUS KLUB PLZEŇ (nr 432, ex Pilzno – stacjonuje w muzeum w Strašicach)
- stowarzyszenie Za záchranu historických autobusů a trolejbusů Jihlava (nr 3203 i 59, ex Igława)
- Tychy (nr 024, ex Opawa)[95][96]
- osoba prywatna (nr 3238, ex Ostrawa)
- Żylina (nr 213)